# Парнасский путепровод
Парна́сский путепрово́д — путепровод в Выборгском районе Санкт-Петербурга. Переброшен через Окружную железнодорожную линию (соединительная ветка Ручьи — Парнас — Парголово) по проспекту Энгельса.
Путепровод был открыт 2 декабря 2002 года. Одновременно были построены съезды (подключение) с Суздальским проспектом.
Генеральным подрядчиком было ЗАО «Производственное объединение „Возрождение“». Всего на строительство ушёл год.
Полная длина путепровода вместе с подходами — 1200 метров.
15 мая 2014 года путепроводу присвоено название Парнасский — по историческому району Парнас и промышленной зоне «Парнас», расположенным севернее путепровода.

## Перспектива
Предполагается расширение Парнасского путепровода — пристройка второго путепровода западнее по аналогии с реконструкцией путепровода «Нева».